# Roberto Alagna
Roberto Alagna (ur. 7 czerwca 1963 w Clichy-sous-Bois) – francuski śpiewak operowy, tenor.

## Życiorys
Urodził się w rodzinie włoskich imigrantów z Sycylii, jest synem murarza i krawcowej. Z wykształcenia jest księgowym i przez rok pracował w zawodzie, jednocześnie dorabiał, śpiewając w paryskiej pizzerii i kabaretach. Podczas występu w kabarecie Chez Vincent został dostrzeżony przez producenta muzycznego Eddiego Barclaya, który zaoferował mu kontrakt z wytwórnią płytową i wydał jego debiutancki album studyjny pt. Embrasse moi. Zafascynowany filmami Mario Lanzy oraz kubańskim kontrabasistą Rafaelem Ruizem, zaczął samodzielnie uczyć się śpiewu klasycznego.
Wygrał Międzynarodowy Konkurs Wokalny im. Luciano Pavarottiego i w 1988 zadebiutował na profesjonalnej scenie operowej rolą Alfreda w Traviacie. Rolę tę jeszcze wielokrotnie wykonywał na scenach mniejszych miast we Francji i Włoszech; łącznie około 150 razy. Wraz ze wzrostem reputacji został zaproszony kolejno do La Scali, Covent Garden oraz Metropolitan Opera, gdzie zagrał role Alfreda oraz Rudolfa w Cyganerii. W 1994 ugruntował międzynarodową sławę rolą Romea w Romeo i Julii Charles’a Gounoda.
Specjalizuje się w repertuarze francuskim oraz w lirycznych rolach włoskich. Grał Rinuccia w Giannim Schicchim, Nemorina w Napoju miłosnym i Kawalera des Grieux w Manon. Z mniejszym powodzeniem wykonywał w ostatnich latach cięższe partie tenorowe, głównie z oper Verdiego. W czasie otwierającego sezon 2006/2007 przedstawienia Aidy, śpiewający rolę Radamesa, został wygwizdany po wykonaniu pierwszej arii Celeste Aida i zszedł ze sceny, a przez resztę przedstawienia zastępował go Antonello Palombi. Reżyserujący spektakl Franco Zeffirelli uznał takie zachowanie za całkowicie nieprofesjonalne. Po tym wydarzeniu Alagna zapowiedział, że nigdy już nie wróci do La Scali.
W 2007 regularnie występował na deskach Metropolitan Opera w roli Pinkertona w Madame Butterfly, wrócił również do roli Radamesa, zajmując miejsce Marco Bertiego w nowej produkcji Aidy. Grał tytułowe role w Trubadurze, Otellu i Don Carlosie. Nagrał na DVD Toskę (z Angelą Gheorghiu w roli tytułowej) oraz Romeo i Julię.

## Odznaczenia
- 2008 – Kawaler Legii Honorowej[9]
- 2020 – Oficer Legii Honorowej[10]

## Życie prywatne
Był żonaty z Florence Lancien, która zmarła w 1994 na  chorobę nowotworową (guz) mózgu. Mieli córkę Ornellę. W 1996 poślubił rumuńską sopranistkę Angelę Gheorghiu, z którą rozwiódł się w 2014 (od 2009 był z nią w separacji). 16 listopada 2015 we Wrocławiu poślubił polską sopranistkę Aleksandrę Kurzak, z którą ma córkę Malènę.